# IV З'їзд Народного Руху України

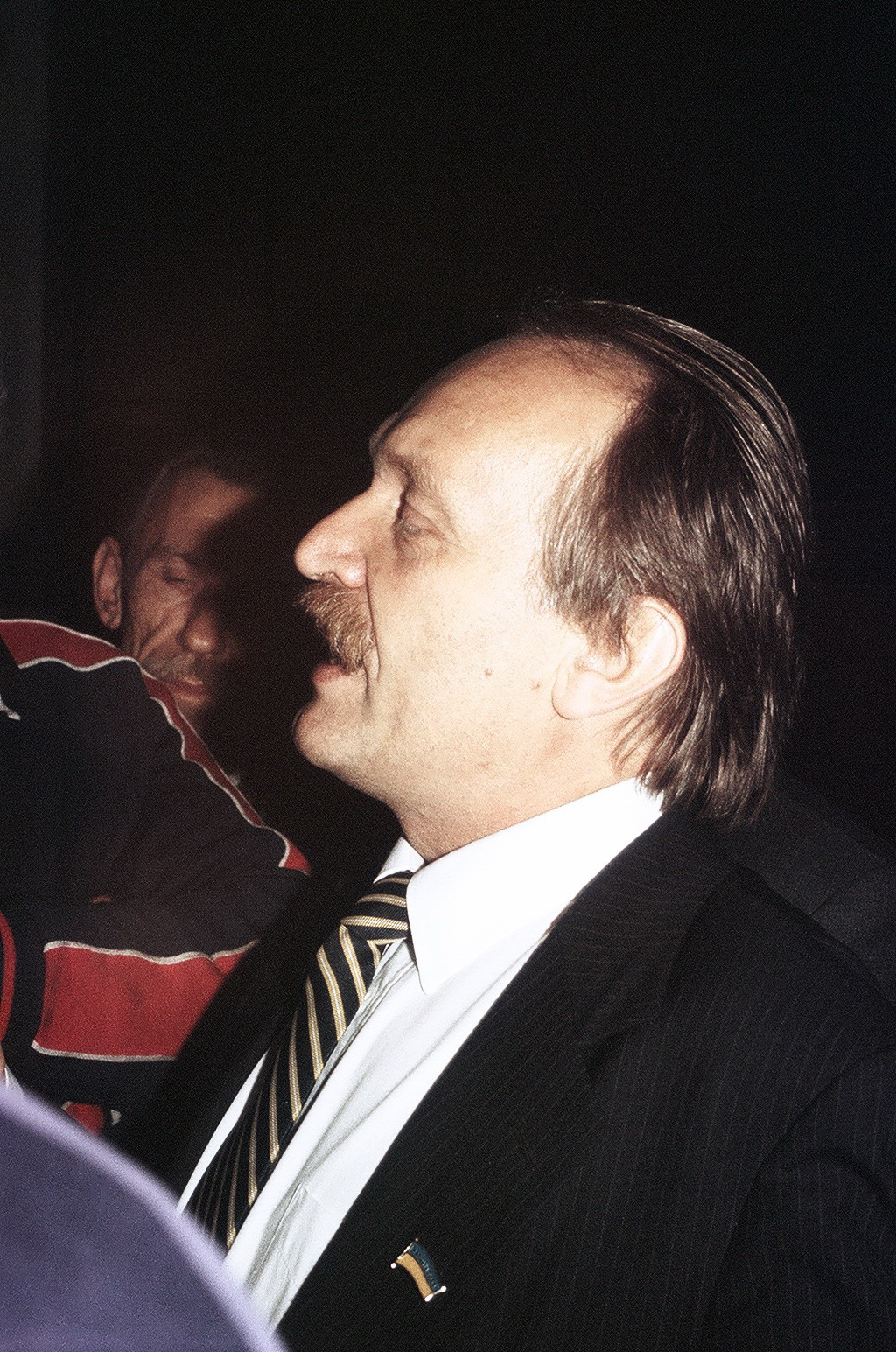
В. М. Чорновіл, 1990-ті роки.

IV З'їзд Народного Руху України — відбувся у грудні 1992 року, м. Київ. На IV Всеукраїнських зборах НРУ Рух фактично перетворився на політичну партію. Збори абсолютною більшістю голосів проголосували за рух як «незалежну громадсько-політичну організацію». Єдиним головою НРУ було обрано В. М. Чорновола.
Підтверджені повноваження членів керівництва, обраних на III з'їзді (окрім М. Поровського, який склав повноваження). До Центрального проводу дообрані С. Головатий, В. Івасюк, О. Савченко. Згодом частина делегатів зборів, незгодна з політикою В. Чорновола, оголосила про створення Всенародного руху України (ВНРУ).
У зв'язку з прийняттям Закону «Про об'єднання громадян» Мін'юстом України НРУ зареєстровано як партію 1 лютого 1993 року.